# La Rivière des trois jonques
Pour plus de détails, voir Fiche technique et Distribution.
La Rivière des trois jonques est un film français réalisé par André Pergament et sorti en 1957.

## Synopsis
Au Vietnam, les services secrets soupçonnant des activités illicites pratiquées par la Princesse Tchélia Bruskoï et son associé Igor Kourguine, kidnappent la nouvelle secrétaire, qui devait se présenter chez ces derniers, pour la remplacer par l'agent secret Monique. Celle-ci se met rapidement à la recherche d'indices, mais sa présence provoque la zizanie chez le couple, Igor tente de courtiser Monique et la Princesse devient jalouse. Aidée par les services secrets qui lui fournissent des gadgets pour écouter les conversations (y compris téléphoniques) elle finit par apprendre l'existence d'un mystérieux rendez-vous mais sans en savoir plus. Elle entend également les cris d'une servante que l'on torture, parce que celle-ci prenait en sténo des notes de conversation. Le capitaine Campion qui dirige la mission finit par se faire repérer par les autorités locales et est prié de quitter le pays, celui-ci tente en vain de faire partager ses soupons mais les locaux refusent de l'entendre faute de preuves. Le chef de la police convoque également Monique en lui demandant sous un prétexte futile de quitter le pays. En attendant le bateau qui l'exfiltrera elle reste prisonnière sur un cargo. Elle s'évade par le hublot et rejoint le chef de la mission à la nage. Repartant chez le couple de trafiquants, elle se fait piéger, ces derniers ayant trouvé dans sa chambre du matériel d'espionnage. Elle parvient à s'enfuir à temps alors que les services secrets cernent la demeure, mais le couple s'échappe. Monique en faisant un effort de mémoire pense pouvoir identifier le fameux "contact", un antiquaire, elle se rend sur les lieux avec l'agent Brichet, mais il est trop tard, il ne trouve qu'un cadavre dans les poches duquel ils prélèvent un papier griffonné qui les conduira sur le bateau où le couple tente de s'échapper, la police cette fois convaincue de la culpabilité du couple aidera les agents secrets à se débarrasser des malfaiteurs.

## Fiche technique
- Titre : La Rivière des trois jonques
- Réalisation : André Pergament
- Scénario et dialogues : Solange Térac, d'après le roman de Georges Godefroy[1]
- Photographie : Jean Bourgoin et Michel Rocca
- Son : Séverin Frankiel
- Décors : Daniel Guéret
- Musique : Daniel White
- Montage : Claude Gros
- Production : Éole Productions - Jeannic Films
- Pays :  France
- Genre : Aventure
- Durée : 96 minutes
- Date de sortie : France - 25 janvier 1957

## Distribution
- Dominique Wilms : Monique
- Jean Gaven : Capitaine Brichet
- Lise Bourdin : la Princesse Tchélia Bruskoï
- Howard Vernon : Igor Kourguine
- Alain Bouvette : Kerganec
- Robert Dalban : Capitaine Campion
- Paul Bisciglia : un matelot

## Autour du film
Le film est ressorti en DVD en chez René Chateau vidéo en 2010